# 弗农 (阿拉巴马州)
弗农（英文：Vernon），是美国阿拉巴马州下属的一座城市。面积约为5.88平方英里（约合 15.22平方公里）。根据2010年美国人口普查，该市有人口2,000人，人口密度为340.31/平方英里（约合131.41/平方公里）。